# PA Media
Press Association là một cơ quan thông tấn đa phương tiện hoạt động ở Vương quốc Anh và Ireland.
Press Association thuộc PA Media Group, một công ty cổ phần nội bộ với 27 cổ đông, hầu hết trong số đó là các nhà xuất bản quốc gia và địa phương. Các cổ đông lớn nhất là Associated Newspaper Holdings Limited, News International plc, Trinity Mirror plc và United Business Media plc. Tập đoàn cũng gồm Globelynx, công ty cung cấp các hệ thống máy quay truyền hình điều khiển từ xa cho các khách hàng công ty để kết nối với các phóng viên truyền hình đưa tin tại Vương quốc Anh và trên khắp thế giới; TNR, văn phòng chuyên về tư vấn truyền thông; và Sticky Content, công ty quảng cáo kĩ thuật số và tiếp thị hàng đầu tại Vương quốc Anh.
Press Association truyền tải liên tục các nội dung tin bài thông qua dịch vụ cung cấp tin tức quốc gia, bao gồm cả văn bản, hình ảnh, video và dữ liệu tới các phòng biên tập tin tức trên toàn quốc. Những thông tin này đa dạng từ tin thể thao quốc tế, giải trí, du lịch đến lịch phát sóng truyền hình và các hình ảnh lưu trữ.
Ví dụ, kho hình ảnh của Press Association có số lượng là hơn 12 triệu trên trực tuyến và khoảng 10 triệu ở bộ phận văn thư lưu trữ trong suốt 150 năm qua.
Press Association tiếp tục phát triển mở rộng để cung cấp dịch vụ quảng bá đa phương tiện cho các tổ chức thương mại, tổ chức quốc doanh và các nhãn hàng. Các dịch vụ và sản phẩm của Press Association bao gồm: giao diện lập trình ứng dụng dữ liệu tin tức thể thao, các blog được lập miễn phí trên Internet, nội dung các phương tiện truyền thông mạng xã hội, đào tạo về truyền thông, dịch vụ khởi tạo các trang web và lịch phát sóng truyền hình.
Khách hàng của Press Association cũng đa dạng, gồm những khách hàng phi truyền thông, các nhãn hàng kinh doanh, công ty thương mại, chính phủ và các tổ chức phi lợi nhuận.

## Lịch sử
Được thành lập vào năm 1868 bởi các chủ sở hữu của các tờ báo địa phương, Press Association cung cấp dịch vụ thu thập và tường thuật tin tức trên khắp Vương quốc Anh với trụ sở tại Luân Đôn.
Những người sáng lập cơ quan thông tấn này đã cố gắng tạo ra một kênh thông tin chính xác và đáng tin cậy hơn nhằm thay thế dịch vụ độc quyền của các công ty điện tín. Một hội đồng được họp mặt nhằm chuẩn bị cho sự ra đời của tổ chức đã tuyên bố: "Hãng Thông tấn được thành lập dựa trên tôn chỉ hợp tác, không phải vì các lợi ích cá nhân hay mang tính chất dành riêng cho một ai đó".
Vào tháng 1 năm 1870, cơ quan chuyển từ văn phòng tạm thời sang trụ sở mới ở Wine Office Court, gần phố Fleet. Lúc 5 giờ sáng thứ Bảy, ngày 5 tháng 2 năm 1870, bức điện tin tức đầu tiên được phát đi.
Press Association có thông tín viên tại nghị viện vào năm 1874 và biên tập viên thể thao đầu tiên vào năm 1883. Tổng biên tập đầu tiên là Arthur Cranfield, được bổ nhiệm năm 1926.
Năm 1995, Press Association rời phố Fleet, chuyển đến đường Vauxhall Bridge, tạo điều kiện cho việc mở rộng, phát triển nhanh chóng các sản phẩm đầu ra, đặc biệt ở lĩnh vực thể thao và phương tiện truyền thông mới.
Press Association khởi động website tin tức Ananova vào năm 2000. Ananova sau đó được bán cho Orange, và tại thời điểm tháng 12 năm 2013, Tập đoàn PA bán MeteoGroup, công ty thuộc khu vực kinh tế tư nhân chuyên về thời tiết lớn nhất châu Âu, cho công ty đầu tư phát triển toàn cầu General Atlantic.
Năm 2005, công ty đổi tên thành Tập đoàn PA để thể hiện sự đa dạng cũng như phản ánh sự gia tăng của kinh doanh số trong các hoạt động của hãng.
Tháng 2 năm 2015, Press Association thông báo kế hoạch bán các tờ báo tài chính của mình, bao gồm TelecomFinance và SatelliteFinance.
Toàn bộ lịch sử phát triển của Press Association đã được ghi lại trong cuốn "Living on a Deadline" xuất bản năm 2001 của Chris Moncrieff, nguyên là biên tập viên về các vấn đề chính trị của hãng, cũng là người từng được trao CBE.

## Cơ quan Press Association
Dịch vụ của hãng cung cấp các bài báo về tin tức sự kiện, thể thao, giải trí và hình ảnh, được chuyển đi dưới nhiều định dạng phù hợp với rất nhiều các nền tảng kĩ thuật số và in ấn. Tổng biên tập hiện nay của các bài xã luận của Press Association (PA Editorial) là Pete Clifton, được bổ nhiệm vào tháng 10 năm 2014.
Hãng cung cấp luồng nội dung thông tin qua các đường dây truyền tải, chuyển phát các chương trình tin tức online, hoặc thiết kế và truyền các trang đã biên tập cho bộ phận in ấn. Những nội dung tin tức này giờ đây bao gồm cả video và đồ họa tương tác.
• Các phóng viên tin tức nộp các tin bài hàng ngày, từ các tin mới nhận tới thông tin showbiz và các bài báo về các vấn đề được đông đảo dư luận quan tâm.
• Trong lĩnh vực thể thao, hãng tường thuật những sự kiện lớn khắp thế giới, gồm quần vợt, golf, rugby, đua ngựa và những giải đấu bóng đá quan trọng.
• Các phóng viên chuyên về ngành giải trí của Press Association tổng hợp tin tức về những người nổi tiếng, các cuộc phỏng vấn các ngôi sao và những bài nhận xét, phê bình độc lập.
• Những hình ảnh đoạt giải từ PA Images cung cấp nội dung hình ảnh cho các thể loại tin tức sự kiện, thể thao và giải trí từ khắp thế giới. Hình ảnh dưới nhiều định dạng và phù hợp với nhiều nền tảng khác nhau như tablet hay smartphone.
Tháng 3 năm 2015, hãng bắt đầu kế hoạch đào tạo theo chương trình học bổng cho những người dân tộc thiểu số châu Á và da đen (BAME) với mong muốn khuyến khích một đội ngũ biên tập đa dạng hơn nữa về thành phần xã hội và sắc tộc. Kế hoạch này hiện đang được hợp tác bởi Journalism Diversity Fund (tạm dịch: Quỹ Đa dạng Báo chí).
Trong quá trình đưa tin về Cuộc tổng tuyển cử của Vương quốc Anh năm 2015, Press Association đã liên kết với Google để chia sẻ dữ liệu tin tức về các ứng viên nghị viện trên khắp đất nước; đồng thời cũng bắt tay với Facebook để lựa chọn, sắp xếp các nội dung cho trang cộng đồng UK Politics trên web này.

## Đào tạo
Press Association Training là công ty đào tạo về báo chí và truyền thông lớn nhất châu Âu. Công ty được thành lập năm 2006, khi Press Association tiếp nhận trung tâm đào tạo của Trinity Mirror tại Newcastle upon Tyne. Khóa học NCTJ ở Newcastle đã có từ năm 1969.
Press Association cũng đã sở hữu Trung tâm biên tập của tòa báo Westminster trước đây và sáp nhập hai nơi kể trên thành Press Association Training, với một lịch sử đầy tự hào vì đã đào tạo ra rất nhiều nhà báo hàng đầu Vương quốc Anh.
Công ty cung cấp các khóa học về viết báo tạp chí, thể thao, tin tức và sự kiện đặc biệt; và vào năm 2013, Press Association Training tiếp quản PMA Media Training, tổ chức đào tạo dẫn đầu trong ngành công nghiệp tạp chí.
Năm 2014, trung tâm đào tạo báo chí của hãng tại Newcastle được NCTJ bầu chọn là cơ sở tốt nhất nước Anh.
Vào tháng 3 năm 2015, Press Association Training đã tạo một khóa học online để các nhà làm báo có thể trau dồi và kiểm tra kiến thức của họ về Chuẩn mực hành xử của biên tập viên (Editors' Code of Practice). Press Association Training đã phát triển khóa học nhằm đáp ứng yêu cầu của Independent Press Standards Organisation - IPSO (tạm dịch: Tổ chức về Quy chuẩn Báo chí độc lập), tổ chức đã thông qua quy chuẩn mà trước đó đã được giám sát bởi Ủy ban Khiếu nại Báo chí (Press Complaints Commission).

## TNR
TNR là văn phòng chuyên về tư vấn truyền thông của Press Association. Cung cấp dịch vụ PR từ khía cạnh báo chí, TNR hỗ trợ khách hàng đặt hàng các thợ quay video, các nhiếp ảnh gia và đội ngũ đào tạo.

## Globelynx
Globelynx được thành lập vào năm 2001 và hiện thuộc Tập đoàn PA. Globelynx, thông qua mạng lưới cáp quang, kết nối một danh sách đang tăng các khách hàng công ty với các phóng viên đưa tin trên khắp Vương quốc Anh và thế giới. Globelynx cung cấp các hệ thống máy quay truyền hình điều khiển từ xa tiêu chuẩn.

## Sticky Content
Sticky Content là một công ty quảng cáo kĩ thuật số có trụ sở tại Luân Đôn, chuyên làm quảng cáo cho các nhãn hàng. Tháng 10 năm 2013, Press Association đã nắm giữ được 80% cổ phần của công ty, và Sticky Content chuyển về văn phòng ở đường Vauxhall Bridge vào tháng 11 năm 2013.

## Ban lãnh đạo
- Murdoch MacLennan (Chủ tịch, Tập đoàn PA)
- Clive Marshall (Tổng giám đốc, Tập đoàn PA)
- Tony Watson (Giám đốc điều hành, Press Association)
- Andrew Dowsett (Giám đốc tác nghiệp, Tập đoàn PA)
- Dame Helen Alexander (Chủ tịch, UBM plc; Ban quản lý cảng Luân Đôn; và công ty truyền thông Incisive)
- Geraldine Allinson (Chủ tịch, Tập đoàn KM)
- Dominic Fitzpatrick (Giám đốc điều hành, The Irish News)
- Ed Ethelston (Giám đốc tài chính, Tập đoàn PA)
- Simon Fox (Tổng giám đốc, Trinity Mirror)
- Kevin Beatty (Tổng giám đốc, công ty truyền thông DMG)
- Mike Darcey (Tổng giám đốc, News UK)
- Adrian Jeakings (Tổng giám đốc, Archant)

## Các cổ đông
- Daily Mail and General Trust
- News International
- United Business Media plc
- Trinity Mirror plc
- Guardian Media Group
- The Telegraph Group
- Johnston Press
- Archant
- DC Thomson
- Midland News Association
- Thomas Crosbie & Co